# مینولتا ۳۵
مینولتا ۳۵ (به انگلیسی: Minolta 35) یک دوربین عکاسی ساخت شرکت مینولتا است.